# Ha-Sodot
Pour plus de détails, voir Fiche technique et Distribution.
Ha-Sodot est un film franco-israélien co-écrit et réalisé par Avi Nesher, sorti en 2007.

## Fiche technique
- Titre original : Ha-Sodot
- Titre international : The Secrets
- Réalisation : Avi Nesher
- Scénario : Avi Nesher, Hadar Galron
- Montage : Isaac Sehayek
- Musique : Daniel Salomon
- Production : Avi Nesher, David Silber
- Société de production : Artomas Communications, Metro Communications
- Pays d'origine :  Israël  France
- Langue originale : hébreu, français, anglais
- Genre : Drame, romance saphique
- Lieux de tourange : Israël
- Durée : 127 minutes
- Dates de sortie :
  -  Israël : 14 juin 2007
  -  Canada : 8 septembre 2007 (Toronto International Film Festival)
  -  États-Unis :
    - 11 octobre 2007 (Mill Valley Film Festival)
    - 28 juillet 2008 (San Francisco Jewish Film Festival)
    - 3 novembre 2008 (Philadelphia Jewish Film Festival)

  -  Brésil : 27 mars 2009
  -  Espagne : 2009 (Barcelona Jewish Film Festival)
  -  Autriche : 2009 (Identities Queer Film Festival)
  -  Finlande : 2009 (Espoo Film Festival)
  -  Slovaquie : 2011 (Slovak Queer Film festival)
  -  France : 2014 (Israel Film Festival in Paris)

## Distribution
- Fanny Ardant : Anouk
- Ania Bukstein : Noemi
- Michal Shtamler : Michelle
- Adir Miller : Yanki
- Guri Alfi : Michael
- Dana Ivgy : Sigi
- Talli Oren : Sheine
- Tikva Dayan : Rabbinit
- Alma Zack : Racheli
- Seffy Rivlin : Rabbi Hess
- Rivka Michaeli : Mrs. Meizlish
- Yossi Alfi : Rabbi Hillel
- Ronit Eitan : Bracha
- Efrat Milo : une séminariste
- Sivan Talmor : une séminariste
- Hayah Shalit : une séminariste
- Noa Provisor : une séminariste
- Galia Cohen : une séminariste
- Elinor Agam : une séminariste
- Shai Itach : Michel, le fils d'Anouk
- Eli Shimon : Singing Hasid
- Chen Danon-Zax : une infirmière
- Galina Svidenski : une infirmière
- Udi Gottshalk : Real-estate Agent
- Philippe Galpert : Ad Model
- Tom Nesher
- Romi Mor
- Lia Kashi
- Romi Tsigelman
- Naftali Hadas